# Phaonia atrocyanea
Phaonia atrocyanea är en tvåvingeart som beskrevs av Ringdahl 1916. Phaonia atrocyanea ingår i släktet Phaonia och familjen husflugor. Arten är reproducerande i Sverige. Inga underarter finns listade i Catalogue of Life.